# Arsenal of Democracy (videojuego)
Arsenal of Democracy, o AoD, es un videojuego de estrategia en tiempo real bélica sobre la Segunda Guerra Mundial que está basado en Hearts of Iron II - Armageddon y su motor gráfico Europa. Fue desarrollado por BL-Logic, un estudio compuesto por entusiastas de la serie de videojuegos Hearts of Iron y miembros activos de la comunidad de modding. Fue anunciado el 8 de septiembre de 2009 y publicado el 23 de febrero de 2010.
Como en otros juegos de la serie de gran estrategia Hearts of Iron, Arsenal of Democracy permite al jugador tomar el control y gestionar casi cualquier nación-estado de la Segunda Guerra Mundial y de principios de la Guerra Fría, incluidos sus aspectos políticos, diplomáticos, de espionaje, económicos, militares y tecnológicos.